# كاثرين بيتس
كاثرين بيتس (بالإنجليزية: Katherine Bates) مواليد 18 مايو 1982 في سيدني، هي متسابقة ركوب الدراجات أسترالية سابقة. سبق أن شاركت في دورة الألعاب الأولمبية الصيفية. شاركت وحققت ميدالية في دورة ألعاب الكومنولث.

## الميداليات
| الميدالية | المسابقة                               |
| --------- | -------------------------------------- |
| ذهبية     | دورة ألعاب الكومنولث 2002              |
| ذهبية     | دورة ألعاب الكومنولث 2006              |
| فضية      | دورة ألعاب الكومنولث 2002              |
| فضية      | دورة ألعاب الكومنولث 2006              |
| فضية      | بطولة العالم للدراجات على المضمار 2011 |

## روابط خارجية
- كاثرين بيتس على موقع الاتحاد الدولي للدراجات (الإنجليزية)
- كاثرين بيتس على موقع أرشيف الدراجات (الإنجليزية)
- كاثرين بيتس على موقع إحصائيات الدراجات الإحترافية (الإنجليزية)
- كاثرين بيتس على موقع نسبة الدراجات (الإنجليزية)
- كاثرين بيتس على موقع CycleBase (الإنجليزية)
- كاثرين بيتس على موقع أوليمبيديا (الإنجليزية)
- كاثرين بيتس على موقع اللجنة الأولمبية الأسترالية (الإنجليزية)
- كاثرين بيتس على موقع دورة ألعاب الكومنولث 2006 (مؤرشف) (الإنجليزية)